# Шарапов, Сергей Фёдорович
Серге́й Фёдорович Шара́пов (1855—1911) — русский экономист, писатель, военный, политический деятель, издатель и публицист.

## Биография
Родился 1 июня 1855 года в имении Сосновка Вяземского уезда Смоленской губернии Российской империи в родовитой дворянской семье Фёдора Фёдоровича и Лидии Сергеевны.
После 2-й Московской гимназии (поступил в 1868, окончил с отличием в 1872) Сергей продолжил образование в Николаевском инженерном училище в Санкт-Петербурге, которое вскоре был вынужден покинуть из-за болезни матери (1874), так и не кончив полного курса, но получив специальность сапёра.
С началом боевых действий на Балканах, Шарапов отправился добровольцем на войну в Боснию. Руководил военными действиями по 1 мая 1876 года, затем был захвачен в Загребе венгерскими властями и в мае 1877 года выпущен на свободу. Работал за границей в качестве корреспондента ведущей санкт-петербургской газеты «Новое время».
Вернувшись осенью 1878 года на родину, он вышел в отставку и занялся сельским хозяйством, поселившись в Сосновке. Продолжая хозяйствовать, прославился как изобретатель плугов новой системы, которые с успехом экспонировались на многих выставках (их создатель получил 16 наград, в том числе 10 первых), и основатель Сосновской мастерской этих плугов. В 1903 году российское Министерство земледелия послало коллекцию плугов общества «Пахарь» на сельскохозяйственную выставку в Аргентину. Русские экспонаты, в частности коллекция сельскохозяйственного инвентаря, имели там большой успех.
С 1905 года принимал активное участие в монархическом движении, был одним из учредителей Союза русских людей в Москве, однако вскоре создал собственную Русскую народную партию, не имевшую, впрочем, серьёзного значения. Часто выступал с докладами в Русском собрании, был участником монархических съездов. Шарапов был активным участником славянского движения, состоял вице-президентом Аксаковского литературного и политического общества в Москве.
Умер в Санкт-Петербурге 26 июня (9 июля) 1911 года, погребен в своем имении на следующий день.

## Литературная деятельность
Сергей Фёдорович Шарапов был главным сотрудником журнала «Русская беседа», затем создал и выпускал газету «Русский труд» (1897—1902 с перерывами). На свет появился «Мой дневник», в виде отдельных брошюр, но название пришлось по цензурным соображениям упрятать внутрь. На обложку были вынесены нейтральные названия: «Сугробы», «Посевы», «Жатва», «Заморозки», «Проша», «Метели» и т. п. Впоследствии ненадолго возобновилось издание «Русского дела», за которым последовал «Пахарь». Попыткой прорыва информационной блокады стало издание «Свидетеля» (1907—1908).
Шарапов также издал «Московский сборник» (М., 1887), куда, помимо его работ, вошли произведения М. Д. Скобелева, А. А. Киреева, Ф. М. Достоевского, И. С. Аксакова и др., и сборник «Теория государства у славянофилов» (СПб., 1898), включавший труды И. С. и К. С. Аксаковых, А. В. Васильева, А. Д. Градовского, Ю. Ф. Самарина.
Автор художественно-публицистических книг (роман «Кружным путём», утопия «Через полвека», политическая фантазия «Диктатор» и др.).
Анализ произведений Сергея Фёдоровича Шарапова показывает, что большинство его идей о государственном устройстве страны, организации денежного обращения, структуре кредитной системы может быть и являлись утопическими для XIX века, но были реализованы в эпоху советской власти. Его прогнозы о политическом развитии страны во многом оправдались, многое из высказанного им не потеряло своего значения и поныне, что, безусловно, ставит его в один ряд с выдающимися экономистами России.
Главный труд Шарапова по экономике «Бумажный рубль» (1893).
Последователь Соловьева, Данилевского, С. Ф. Шарапов относился скептически ко многим вещам, что считались объективными основами экономики: к теории денег, определению стоимости, значению макроэкономических параметров. «Не правильнее ли заключение, вытекающее отсюда, что рубли внутри страны ходят только потому, что это настоящие абсолютные деньги, а не гарантии их каким-то золотом, которого никому не выдают? Не ясно ли также, что и для иностранцев, торгующих с нами, это обеспечение не имеет никакого значения, а важна покупная ценность рубля внутри России?» …"… золотое обеспечение, или эта магическая надпись на рубле, никакого практического значения ни для нас, ни для иностранцев не имеет"..
Шарапов критиковал золотой стандарт: он чрезмерно удорожает цену товаров на внутреннем рынке, затрудняет экспорт, главное, затрудняет экономические обороты. За более дорогую валюту приходится много более работать. Золото связывает стоимость труда и услуг в себе — и оно теряет функцию измерителя, оно приобретает самоценность, приобретает неограниченную стоимость, а труд и товары аккуммулируются в руках тех, кто находится на средоточии финансовых потоков или управляет стоимостью валюты — как товара. Поэтому стоимость валюты определится не общей суммой товаров и услуг, производимых, а балансом, создаваемым при торговле самой валютой, как товаром.
Идея абсолютных денег, по Шарапову, может существовать только в обществе, ведомом христианскими законами, поскольку, естественно, в ином случае, деньги превратятся в товар.
Взять средства, необходимые для развития экономики, Шарапов предлагает не от того источника, что их связывает и пользуется деньгами как товаром, а предлагает авансировать труд силами государства, основываясь на доверии к нему. «Если мы только представим себе мысленно, какое огромное количество народного труда в России может быть быстро вызвано вот этими мнимыми капиталами, мы легко поймем, как быстро, даже при крайнем бескорыстии государства, скопятся в его руках огромные запасные средства». Капитал, который будет создан, автоматически принадлежит государству. «Нам надо найти денежную единицу, которая была бы постоянной сама по себе, а не по отношению к золоту. Эта единица у нас есть. Ее дала нам история. Это бумажный рубль, выпускаемый верховной властью… Постоянство это — его нейтральность, его безразличие, его невмешательство в те сделки, которые при помощи его совершаются. Чтобы это условие было достигнуто, рублей в каждой точке русской территории нужно налицо столько, сколько потребует жизнь. Если этих рублей меньше, недостаток их давит труд, знание и капитал в одну сторону. Если их больше — в другую. Спасение от зла — устройство правильных органов денежного хозяйства, где рубли рождаются, действуют и исчезают совершенно автоматически, то есть как перевод, как квитанция, а не как самостоятельный товар».
«Работал здесь в широком смысле труд, оплодотворенный мнимым капиталом, как бы уступившим свою долю вознаграждения государству, то есть предоставивший ему новый капитал реальный. Во втором случае (в случае биржи и кредита) заработки тоже распределились, но между трудом и готовым старым капиталом. Государство осталось в стороне. Продукт творчества пошел не ему, а капиталу, то есть бирже, удвоив богатства биржевых царей… Услуги мнимого капитала представляют отнюдь не нарушение прав капиталов реальных, но устранение их несправедливой монополии…» (Например, сегодня Центральный банк РФ в соответствии с графиком, определяющим время вывода инвестиционных доходов из России, повышает (буквально на несколько дней) курс рубля, после чего происходит его «плановое» возвращение на исходные позиции).
В экономической политике С. Ф. Шарапов придерживался позиций автаркии, а также монархизма, что не добавляет его теории актуальности. Вместе с тем, он выступал сторонником серьезного государственного регулирования экономики, что для русского мыслителя было весьма логично. Подобное устройство экономики требует довольно значительного напряжения экономических сил общества, а также, существенно сужает его международную торговлю. Вместе с тем едва ли какая страна в военное время, в время послевоенного восстановления и других подобных ситуациях избегала эмитирования денег.
Но мысли Шарапова о деньгах как об «идейной единице», необходимости новых денег, сохраняют свое значение и сегодня, сейчас. Цифровые технологии изменяют экономику и изменяют обороты, в новой экономике будет иметь значение данные, и системы, которые собирают и формируют эти данные, это измерение стоимостей и потребностей. Шарапов критикует биржи, которые, якобы, идеально измеряют «идейность» тех или иных предложений рынка. В биржах и оборотах вторичных бумаг играют роль совсем иное, не объективная оценка и не законы, экономические или государственные.

## Память
- В июне 2005 года прошла конференция в честь 150-летия Шарапова.
- В России существует Русское экономическое общество имени С. Ф. Шарапова (председатель В. Ю. Катасонов)[4].

## Сочинения
- Бумажный рубль : (Его теория и практика) / Талицкий (Сергей Шарапов). — Санкт-Петербург : тип. т-ва "Обществ. польза", 1895. — [4], VIII, 156 с.
- Пособие молодым хозяевам при устройстве их хозяйств на новых началах : С прил. 16 неизд. писем А.Г. Энгельгардта к А.Н. Куломзину / Сергей Шарапов. — Санкт-Петербург : тип. Е. Евдокимова, 1895. — 168 с.; 20.
- Мирные речи и другие статьи Сергея Шарапова. — Москва : типо-лит. А.В. Васильева, 1900. — [2], 40 с
- Две записки Сергея Шарапова о русских финансах, поданные в феврале 1900 года новому Государственному контролеру П.Л. Лобко : С прил. письма С.Ф. Шарапова к Т.И. Филиппову и письма Т.И. Филиппова к И.Л. Горемыкину. — Берлин : тип. П. Станкевича, 1901. — 95 с.; 16.
- Мирные речи; По-русски; Старое и новое : Три сб. 1900 года / Сергей Шарапов. — 2-е изд. — Москва : типо-лит. А.В. Васильева и К°, 1901. — [4], 236 с
- Шарапов С. После победы славянофилов. М.: Алгоритм, 2005. 	ISBN 978-5-9265-0195-4
- Шарапов С. Ф. Избранное./Сост.,автор вступ. комм. А. В. Репников. — М.:Российская политическая энциклопедия (РОССПЭН), 2010. — 744 с. ISBN 978-5-8243-1191-4.
- Шарапов С. Ф. Россия будущего / Сост., предисл., примеч., именной словарь А. Д. Каплина / Отв. ред. О. А. Платонов. — М.: Институт русской цивилизации, 2011. —  720 с. ISBN 978-5-902725-98-5